# Due-Diligence-Prüfung
Eine Due-Diligence-Prüfung (von englisch due diligence ‚Sorgfaltspflicht‘, ‚gebührende Sorgfalt‘, lateinischer Ursprung diligentia), entsprechend dem englischen Rechts- und Geschäftsjargon oft verkürzt zu Due Diligence (DD), ist der Anglizismus für eine sorgfältige Prüfung, die – im Regelfall durch den Käufer veranlasst – beim Unternehmenskauf, Erwerb von Unternehmensbeteiligungen oder Immobilien sowie bei einem Börsengang erfolgt.

## Allgemeines
Due-Diligence-Prüfungen (sinngemäß übersetzt als „im Verkehr gebotene Sorgfalt“) analysieren Stärken und Schwächen des Objekts sowie die entsprechenden Risiken im Rahmen einer Ist-Aufnahme und spielen daher eine wichtige Rolle bei der Wertfindung des Objektes.
Käufer und Verkäufer vereinbaren Zeitraum und Umfang für die Due-Diligence-Prüfung, dabei kann ggf. die Zahlung einer Gebühr vereinbart werden, falls ein Kauf nicht zustande kommt. Bei Due-Diligence-Prüfungen werden i. d. R. externe Berater (Steuerberater, Unternehmensberater, Wirtschaftsprüfer etc.) zu Rate gezogen.

## Begriffsherkunft

### Handel mit Wertpapieren
Due Diligence ist vor dem Hintergrund des US-amerikanischen Kaufrechts zu sehen, wonach der Käufer aufpassen muss (lateinisch caveat emptor). Der Begriff Due Diligence kommt aus dem US-amerikanischen Kapitalmarkt- und Anlegerschutzrecht (securities laws) und betrifft Haftungsregelungen für die am Handel mit Wertpapieren beteiligten Personen. Der Securities Act (SA) von 1933 regelt die erstmalige Ausgabe von Effekten. Gemäß sec. 11(a) SA 1933 haftet auch der testierende Abschlussprüfer gegenüber den Ersterwerbern eines öffentlich angebotenen Wertpapiers für Verluste, die diesen aus dem betreffenden Wertpapier entstehen, wenn die Registrierungsangaben bei der US-Börsenaufsichtsbehörde SEC irreführende Angaben enthielten (Emissionsprospekthaftung). Die sogenannte due diligence defense bietet dem Abschlussprüfer die Möglichkeit, sich dieser Haftung zu entziehen, wenn er nachweisen kann, dass er die Prüfung mit der angemessenen Sorgfalt (=due diligence) durchgeführt hat.
Der Abschlussprüfer haftet gemäß sec. 11(b)(3) SA 1933 nicht, wenn he had, after reasonable investigation, reasonable ground to believe and did believe, at the time such part of the registration statement became effective, that the statements therein were true and that there was no omission to state a material fact required to be stated therein or necessary to make the statements therein not misleading..., deutsch: er nach angemessener Untersuchung Grund zu der Annahme hatte und zu dem Zeitpunkt, zu dem dieser Teil der Registrierungserklärung wirksam wurde, glaubte, dass die darin enthaltenen Angaben der Wahrheit entsprachen und dass keine wesentliche Tatsache verschwiegen wurde, die darin angegeben werden musste oder die notwendig war, damit die darin enthaltenen Angaben nicht irreführend waren... Bezüglich der Frage des Inhalts der Begriffe reasonable investigation und reasonable ground ist in sec. 11(c) SA 1933 geregelt: the standard of reasonableness shall be that required of a prudent man in the management of his own property. deutsch: the standard of reasonableness shall be that required of a prudent man in the management of his own property. Der Begriff der Due Diligence im US-amerikanischen Haftungsrecht ist also vergleichbar mit dem im deutschen Recht verankerten Institut der „im Verkehr erforderlichen Sorgfalt“.

### Verkauf von Unternehmen
Darüber hinaus hat der Begriff der Due Diligence jedoch eine weitere Bedeutung erhalten. Allgemein wird darunter die sorgfältige Analyse, Prüfung und Bewertung eines Objektes im Rahmen einer beabsichtigten geschäftlichen Transaktion, insbesondere jedoch im Zusammenhang mit Unternehmenskäufen verstanden. Es handelt sich also um die Beschaffung und Aufarbeitung von Informationen im Sinne einer Kauf- oder Übernahmeprüfung. Ziel des Verfahrens ist das Aufdecken verborgener Chancen und Risiken beim Zielunternehmen zur Verbesserung der Qualität der Entscheidung und zur Erhöhung der Genauigkeit der Wertermittlung aufgrund des verbesserten Informationsstandes.
Im US-amerikanischen Recht kommt der Due Diligence eine weitere wesentliche Bedeutung im Zusammenhang mit Gewährleistungsansprüchen zu. Hier gilt das Gebot der Sorgfaltspflicht des Käufers (caveat emptor). Aus dieser dem Käufer auferlegten Sorgfaltspflicht entstammt die Notwendigkeit der sorgfältigen Untersuchung eines Kaufgegenstandes. Diese Sichtweise steht dem Gedanken der vertraglichen Sorgfaltspflicht des Verkäufers entgegen. Der redliche Verkäufer haftet im US-amerikanischen Recht grundsätzlich nicht für Mängel der Kaufsache, so dass es der Ausarbeitung spezieller Gewährleistungsvereinbarungen für den einzelnen Kaufvertrag bedarf. Eine Chancen- und Risikenanalyse im Rahmen eines Due Diligence Review bildet hierfür die Grundlage. Das deutsche Recht geht dagegen grundsätzlich nicht von einer Pflicht des Käufers zur Prüfung des Vertragsgegenstandes aus.

## Praktische Durchführung
Zur tatsächlichen Durchführung der DD wird durch das zu verkaufende Unternehmen ein Datenraum eingerichtet. In diesem Datenraum werden alle Unterlagen bereitgestellt, die das zu verkaufende Unternehmen dem kaufenden Unternehmen zur Verfügung stellen will.
Die Ergebnisse werden in einem Datenraumbericht für den Käufer zusammengefasst. In dem Bericht wird auf die erkannten Stärken und Schwächen des zu verkaufenden Unternehmens hingewiesen. Quantifizierbare Ergebnisse fließen in die Unternehmensbewertung und damit die Findung des Angebotspreises des Erwerbers ein. Nicht quantifizierbare Ergebnisse führen hingegen zur Forderung nach Freistellungserklärungen und Gewährleistungen im Unternehmenskaufvertrag.
Während die Due Diligence häufig manuell durchgeführt wird, existieren heute mannigfaltige Automatisierungsmöglichkeiten in Form von digitalen Services und Tools.

## Arten und Anlässe der Due Diligence

### Due Diligence im Rahmen eines Unternehmenskaufs
Der Käufer eines Unternehmens veranlasst Due-Diligence-Prüfungen; er wählt die entsprechenden Fachleute aus, die für ihn die zu erwerbende Firma untersuchen. Das Untersuchungsergebnis fließt in den Kaufpreisvorschlag des Käufers bzw. in die von ihm geforderten Gewährleistungen ein.
Der Verkäufer selbst kann durch eine Due Diligence, Vendor Due Diligence, sein Unternehmen oder einen Teil desselben für einen Verkauf vorbereiten und dem möglichen Käufern zur Verfügung stellen. Er ist nach der Prüfung in der Lage, evtl. Schwachstellen des Unternehmens zu erkennen und zu beseitigen. Auf diese Weise ist er vor negativen Überraschungen nach der Due Diligence eines Käufers relativ sicher.
Eine Vendor Due Diligence kann dann sinnvoll sein, wenn das Unternehmen mehreren Käufern angeboten werden soll, da hierdurch der parallele Aufwand auf der Käuferseite reduziert werden kann.

### Due Diligence vor einem Börsengang
Ein weiterer Bereich, in dem DD-Prüfungen durchgeführt werden, ist der Börsengang von Unternehmen. Bei einem öffentlichen Angebot von Wertpapieren muss in Deutschland nach § 3 WpPG ein Wertpapierprospekt erstellt werden, der der Information der Anleger dient.
Für durch falsche oder unvollständige Prospekte entstandene Schäden haften den Anlegern aus §§ 20 ff. des Vermögensanlagengesetzes bzw. § 13 VerkProspG bzw. für nicht veröffentlichte aus § 13a VerkProspG der Emittent, die Emissionsbegleiter (Bank, Bankenkonsortium) und bestimmte weitere Personen.
Aufgabe der DD beim Börsengang ist, die Vollständigkeit und Richtigkeit des Prospektes zu gewährleisten. Ferner bezweckt insbesondere der Emissionsbegleiter, sich im Streitfall mit dem Hinweis auf die DD vom Vorwurf grob fahrlässigen Handelns zu befreien (due diligence defense). Schließlich dient die DD dem Rückgriff der Bank gegenüber den eingesetzten Sachverständigen, sofern diese bei der Prüfung nicht sorgfältig vorgegangen sind und dadurch eine Haftung der Bank ausgelöst haben.
In Großbritannien werden im Rahmen der DD bei einem Börsengang 3 Berichte gefordert:
- long-form report: detaillierte Analyse des externen Auditors
- short-form report: Kurzfassung der Analyse mit Aufgabenbeschreibung sowie Hauptergebnissen
- Working Capital report: Analyse der erwarteten Liquiditätslage in den nächsten 24 Monaten

In Deutschland ist der Berichtsumfang im Rahmen der DD bei einem Börsengang nicht gesetzlich definiert, sondern ergibt sich aus dem Auftragsverhältnis zwischen Emissionsbanken und beauftragten Rechtsanwälten, Steuerberatern und Wirtschaftsprüfern. Bedingt durch die angelsächsische Prägung vieler Mitarbeiter der Emissionsbanken finden sich jedoch die in Großbritannien geforderten Inhalte im Grundsatz auch in den Berichterstattungen für deutsche Börsengänge wieder.

### Due Diligence bei Outsourcing-Prozessen
Im Rahmen von Ausschreibungen speziell im IT- und BPO-Bereich führen die Anbieter von Dienstleistungen bei dem Ausschreibenden in vielen Fällen eine Due Diligence durch. Wichtige Aspekte sind z. B. Anzahl, Profil und Gehalt der zu übernehmenden Mitarbeiter, Effizienz der Prozesse, Alter und Wert der IT Anlagevermögen wie Server, PCs oder Wartungsverträge. Erst nach der Durchführung kann dem Ausschreibenden in der Regel ein verbindliches Angebot unterbreitet werden. Allerdings ist der Prozess der Due Diligence in diesem Bereich keine Garantie für eine erfolgreiche und profitable Geschäftsbeziehung zwischen dem Ausschreibenden und dem Gewinner der Ausschreibung.

## Funktionale Formen
- Financial Due Diligence: Prüfung und Prognose von Vermögen, Ertrag, Cashflow, Liquidität, Eigenkapital- und Fremdkapitalaufbringung, Finanzierungsstruktur, Möglichkeiten zum Cash Pooling.
- Operational Due Diligence (Operations Due Diligence): Die meist als ODD abgekürzte Prüfung bewertet Risiken und Wertsteigerungspotenziale der Operations des Zielunternehmens. Meist wird sie im Rahmen von Transaktionen im Industrie Sektor durchgeführt, wobei Engineering, Supply Chain und Produktion im Mittelpunkt stehen. Besonders Private-Equity-Investoren nutzen die zusätzlichen Erkenntnisse dieser Form der Due Diligence regelmäßig zur Unterstützung der Entscheidungsfindung in der Transaktionsphase und Vorbereitung der operativen Wertsteigerung nach Closing.
- Commercial Due Diligence: Die Commercial Due Diligence analysiert den Markt und insbesondere die Wertschöpfungskette des Geschäftsmodells. Markt, Wettbewerbsanalyse, Benchmarking, Kunde, Produkt, Pricing und USP. Die Commercial Due Diligence beantwortet die Frage nach der Nachhaltigkeit des Geschäftsmodells.
- Technical Due Diligence: Die Technical Due Diligence analysiert und bewertet die Quantität und Qualität von Assets (Immobilien, technische Anlagen …) oder Unternehmen auf technischer (aktueller Zustand, Verhalten in der Zukunft, zu erwartende Lebensdauer …) und funktionaler (Managementsystem, IT-System, Personelle Kompetenzen, …) Ebene. Sie deckt je nach, zwischen dem Kaufinteressenten und seinen externen Beratern vereinbartem Umfang aber auch Informationen zu finanziellen Aspekten ab, wie z. B. Investitionskosten technischer Systeme und laufende Aufwendungen (CAPEX und OPEX), wie z. B. für Wartung und Service. Sie deckt technische Risiken (Ausfall von technischen Anlagen und Komponenten) und zeigt Chancen (Upgrade von technischen Anlagen und Komponenten) der Assets für den Kaufinteressenten auf.
- Tax Due Diligence: steuerrechtliche Situation und Perspektive des Targets, maßgebende steuerliche Einflussfaktoren der Transaktion, umwandlungs- und konzernsteuerrechtliche Analyse, Risikoanalyse im Hinblick auf Steuern (u. a. laufende Betriebsprüfungen, anhängige Finanzgerichtsverfahren), Strukturierung des Erwerbs (Abschreibung des Kaufpreises, steuereffiziente Finanzierung der Transaktion, Eingliederung in die Organschaft, Erhaltung der Verlustvorträge, Gestaltung/Prüfung der ggf. anfallenden Verkehrsteuern, insbesondere Grunderwerbsteuer und Umsatzsteuer)
- Legal Due Diligence: rechtliche Risiken und anhängige Rechtsstreitigkeiten, urheberrechtliche, arbeitsrechtliche und kartellrechtliche Prüfung, Fusionskontrolle, Prüfung bestehender Miet- und Pachtverhältnisse
- Insurance / Risk Due Diligence: Haftungs- und deckungstechnische Risikoermittlung und Bewertung des Versicherungskonzeptes eines Unternehmens und dessen Risikomanagements (CapEx-relevante Themenstellungen, Notfallpläne, Kosten für Selbsttragung eines Risikos etc.)
- Market Due Diligence: Marktlage, interne Unternehmensanalyse, externe Unternehmensanalyse, Plausibilisierung der Planung, Datenquellen und Erfolgsfaktoren
- Human Resources (HR) and Organisational Due Diligence: Analyse des strukturellen Humankapitals, Analyse des individuellen Humankapitals sowie der Organisationsstruktur der Firma
- Environmental Due Diligence: Umweltqualität des Standortes seiner Anlagen und Gebäude. Hierbei werden neben Altlasten (rüstungs-/kriegsbedingte Altlasten, Untergrundkontaminationen aus industrieller oder technischer Vornutzung) Bodenbelastungen aus der rezenten Nutzung untersucht. Die Lage der Örtlichkeit im Hinblick auf einen zukünftigen Schutzstatus (Schutzgebietsstatus, wie z. B. Vogelschutzgebiet) wird beurteilt. Schließlich werden Gebäudeschadstoffe (Nutzung von Asbestprodukten in der Bausubstanz, Vorhandensein von anderen Schadstoffen) erhoben, die bei Abbruch- oder Umbauarbeiten zusätzliche Kosten verursachen können (Schadstoffkataster). In letzter Zeit wird die Energieeffizienz wichtiger Teil der EDD. Dieser Bereich wird in Verbindung mit der Technical Due Diligence bearbeitet.
- IT Due Diligence: Chancen und Risiken innerhalb der IT des Unternehmens. Bei digitalen Geschäftsmodellen spricht man auch von Digital Due Diligence.
- IP Due Diligence: Untersuchung des Intellectual Property (IP) des Unternehmens. Über welche Patente, Marken, Designs und Lizenzen verfügt das Unternehmen, in welchen Ländern etc. Sind diese Schutzrechte in Kraft, rechtsbeständig und durchsetzbar oder unterliegen sie Rechtsmängeln. Decken die Schutzrechte die eigenen Produkte und Dienstleistungen ausreichend ab oder fallen die Produkte und Dienstleistungen unter die Schutzrechte Dritter; sind daher Lizenzen erforderlich.[2]
- Integrity-Due-Diligence-Prüfung: Untersuchung im Hinblick auf das Risiko, dass diese Partner illegale oder unseriöse Geschäftspraktiken betreiben

## Kritikpunkte

### Planung und Beauftragung von Beratern
Davon ausgehend, dass grundsätzlich zwischen Verkäufer und Käufer eine Informationsasymmetrie besteht, ist der Erwerber darauf angewiesen, Annahmen über das zu erwerbende Objekt zu treffen. Im Rahmen der Planung der Due Diligence werden häufig diese Annahmen nicht transparent gemacht, obwohl diese ein wesentlicher Ansatzpunkt für eine effiziente Due Diligence wären.

### Erfolgsorientierte Honorierung der eingesetzten Berater
Berater, die mit der Durchführung der Due Diligence beauftragt werden, werden nicht selten erfolgsorientiert vergütet, d. h. bei Transaktionserfolg wird ein höheres Honorar gezahlt als bei Abbruch der Transaktion. Dieser aus Sicht des Mandanten zunächst nachvollziehbare Wunsch, bei abgebrochenen Transaktionen keine hohen Honorare und damit Kosten („broken deal costs“) zu haben, führt jedoch zu einem Interessenkonflikt der mandatierten Berater, da diese keinen wirtschaftlichen Nachteil daraus haben sollten, dass sie zum Abbruch einer Transaktion aufgrund von Risikoerwägungen raten. In Deutschland ist eine erfolgsorientierte Honorierung nur in Ausnahmefällen zulässig (§ 49 b Abs. 2 BRAO, § 4a RVG) und daher auch nicht üblich.

### Durchführung
Häufig werden Due-Diligence-Arbeiten auf Basis von Due-Diligence-Checklisten durchgeführt, ohne zu hinterfragen, ob diese auf der Due-Diligence-Checkliste genannten Informationen und Analysen tatsächlich für den Auftraggeber und dessen Ziele relevant sind. Als Ergebnis entstehen umfangreiche Berichte, die nur von begrenztem Nutzen für den Erwerber sind.

### Geringer Automatisierungsgrad
Häufig werden Due-Diligence-Arbeiten manuell durchgeführt. Aufgrund der hohen Anzahl von Dokumenten und Informationen, die zu verarbeiten sind, ist dies sehr aufwändig. Es existieren eine Reihe von Tools, wie z. B. M&A-Prozesssteuerungstools, digitale Datenräume oder Tools zur automatischen Vertragsanalyse, die aber nicht in allen Due-Diligence-Projekten zum Einsatz kommen.

### Monographien und Herausgeberbände
- Patrick Sinewe (Hrsg.): Tax Due Diligence. Gabler, 1. Auflage 2010, ISBN 978-3-8349-1440-8.
- Daniel Beisel, Friedhold E. Andreas (Hrsg.): Beck'sches Mandatshandbuch Due Diligence. C.H. Beck, 2. Auflage 2010 (ISBN 978-3-406-58973-7), 3. Auflage 2017.
- Wolfgang Berens, Hans U. Brauner, Joachim Strauch (Hrsg.): Due Diligence bei Unternehmensakquisitionen. 4. Auflage. Schäffer-Poeschel-Verlag, Stuttgart 2005, ISBN 3-7910-2338-1.
- Karl Michael Popp: Digitalisierung des M&A-Prozesses: Die Due Diligence Phase, Books on Demand, 2020, ISBN 978-3-7519-5923-0
- Luise Hölscher, Anke Nestler, Ralf Otto: Handbuch Financial Due Diligence. Wiley Verlag 2007, ISBN 978-3-527-50295-0.
- Thomas Koch: Due Diligence und Beteiligungserwerb aus Sicht des Insiderrechts. NOMOS 2006, ISBN 3-8329-2427-2.
- Wolfgang Koch, Jürgen Wegmann: Praktiker-Handbuch Due Diligence: Analyse mittelständischer Unternehmen. Schäffer-Poeschel, 2. Auflage 2001, ISBN 3-7910-1850-7.
- Denzil Rankine, Graham Stedman, Mark Bomer: Due Diligence: Definitive Steps to Successful Business Combinations. Financial Times / Prentice Hall, 2003, ISBN 0-273-66101-9.
- Aliresa Fatemi: Die Obliegenheit zur Due Diligence beim Unternehmenskauf. Nomos, 2009, ISBN 978-3-8329-4622-7.
- Philipp Ehring: Die Due Diligence im Spannungsverhältnis zwischen kaufrechtlichem Haftungssystem und vertraglicher Gestaltung. Peter Lang 2010, ISBN 3-631-60488-2[4].

### Aufsätze
- Wolfgang Berens, Walter Schmitting, Joachim Strauch: Funktionen, Terminierung und rechtliche Einordnung der Due Diligence. In: Wolfgang Berens, Hans U. Brauner, Joachim Strauch (Hrsg.): Due Diligence bei Unternehmensakquisitionen. 4. Auflage. 2005, S. 75–118.
- Klaus-Günther Klein, Martin Jonas: Due Diligence und Unternehmensbewertung. In: Wolfgang Berens, Hans U. Brauner, Joachim Strauch (Hrsg.): Due Diligence bei Unternehmensakquisitionen. 4. Auflage. 2005, S. 175–195.
- Jens Leker, Arne Fischer, Hans-Jürgen Wieben, Dirk Mahlstedt: Due Diligence und Unternehmensrating nach Basel II. In: Wolfgang Berens, Hans U. Brauner, Joachim Strauch (Hrsg.): Due Diligence bei Unternehmensakquisitionen. 4. Auflage. 2005, S. 221–247.
- Werner Mielke: Due Diligence. In: H. J. Knott, W. Mielke (Hrsg.): Unternehmenskauf. 3. Auflage. Köln, 2008, Rz. 23 ff., S. 7.
- Dirk Narwe, Frank Nagel: Vendor Due Diligence. In: Wolfgang Berens, Hans U. Brauner, Joachim Strauch (Hrsg.): Due Diligence bei Unternehmensakquisitionen. 4. Auflage. 2005, S. 757–784.
- Peer Zumbansen, Constantin M. Lachner: Die Geheimhaltungspflicht des Vorstands bei der Due Diligence: Neubewertung im globalisierten Geschäftsverkehr. In: Zeitschrift für Vergleichende Rechtswissenschaft. Archiv für Internationales Wirtschaftsrecht (ZVglRWiss). 105. Bd., 2006, S. 1–18.
- Alexander H. Engelhardt: Environmental Due Diligence. In: Wirtschaftsrechtliche Beratung. (WiB, sp. NZG) 1996, S. 299f.